# Quattro Fontane

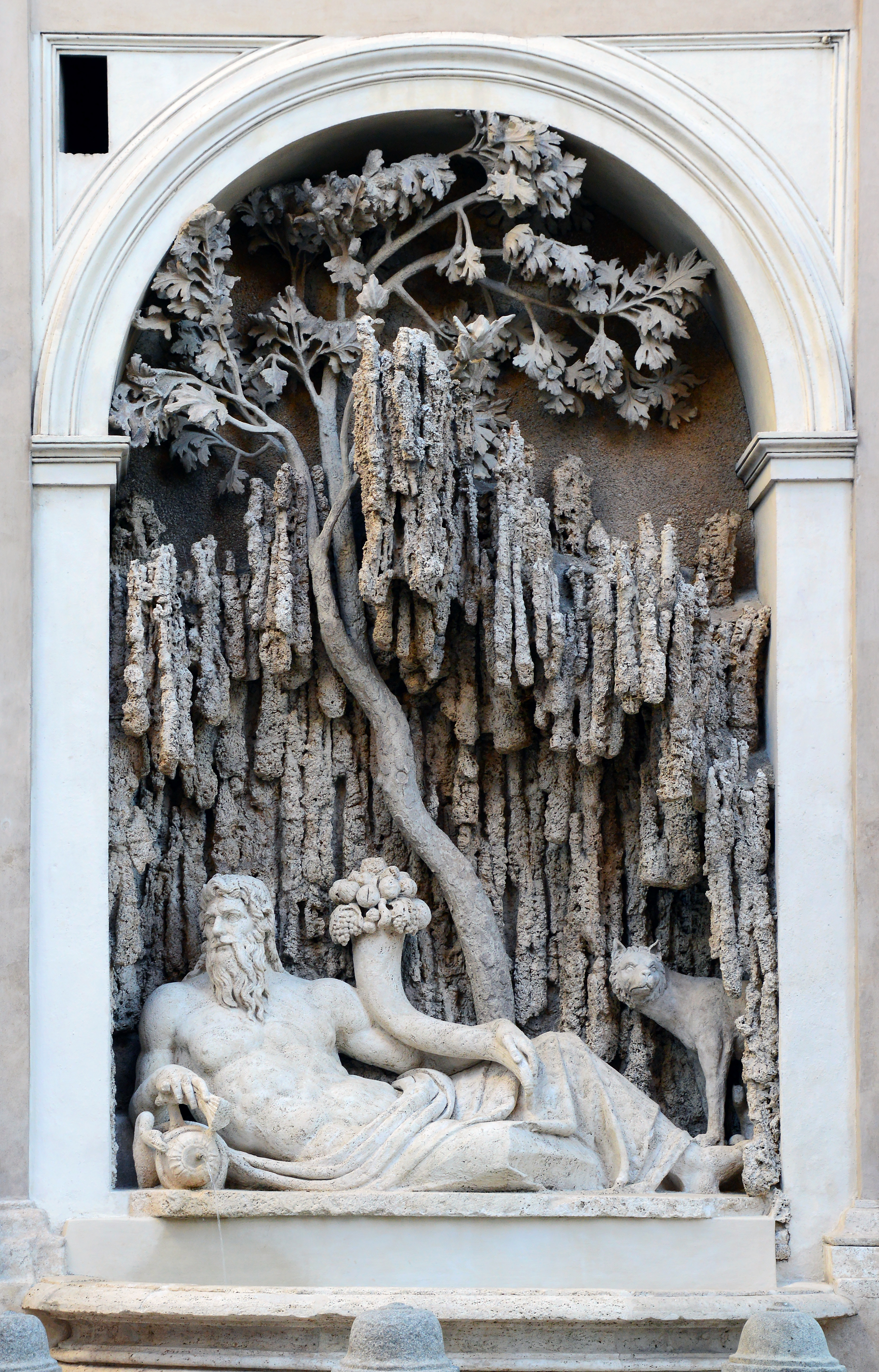
De Tiberfontein van de Quattro Fontane

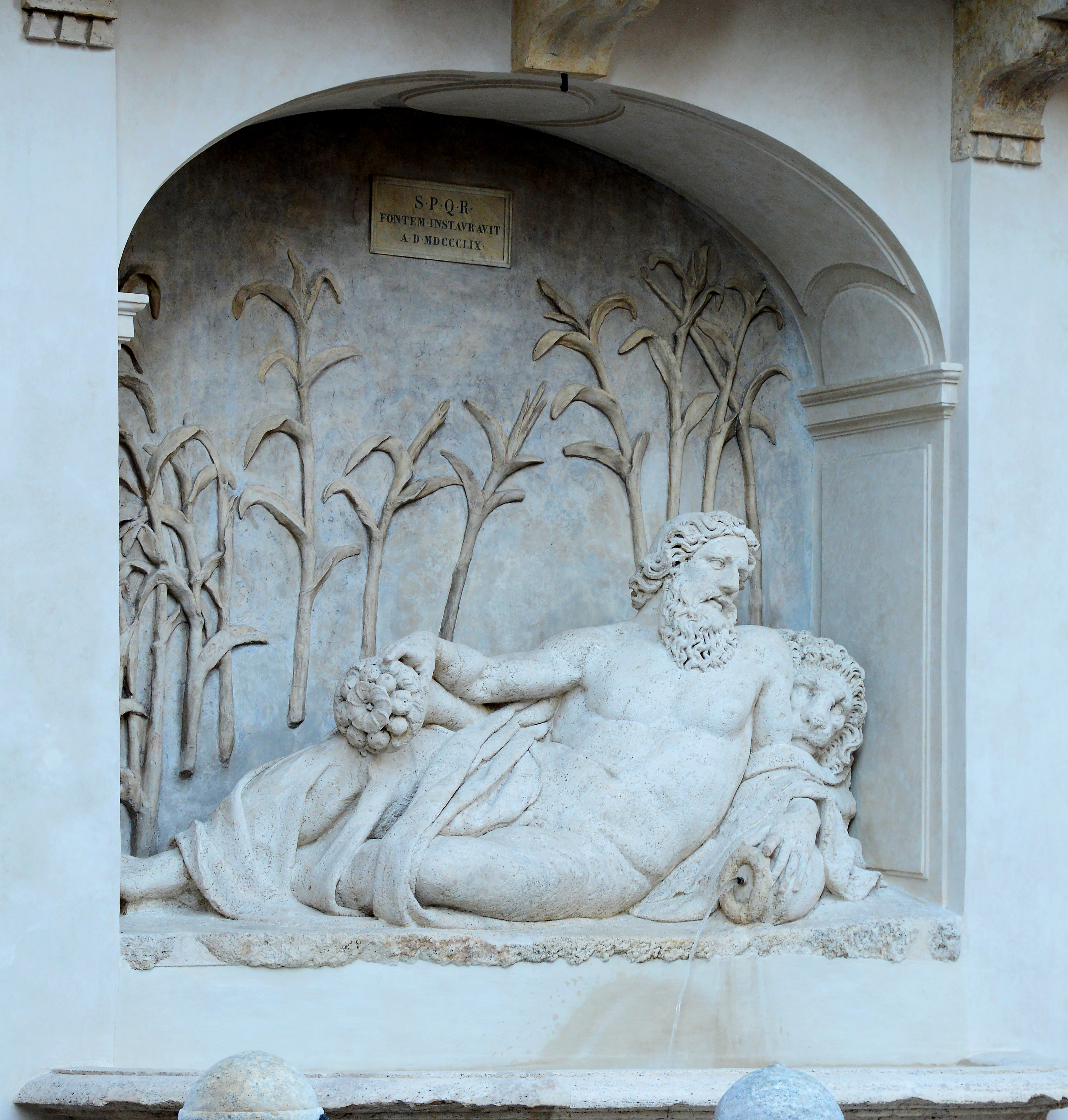
De Arnofontein van de Quattro Fontane

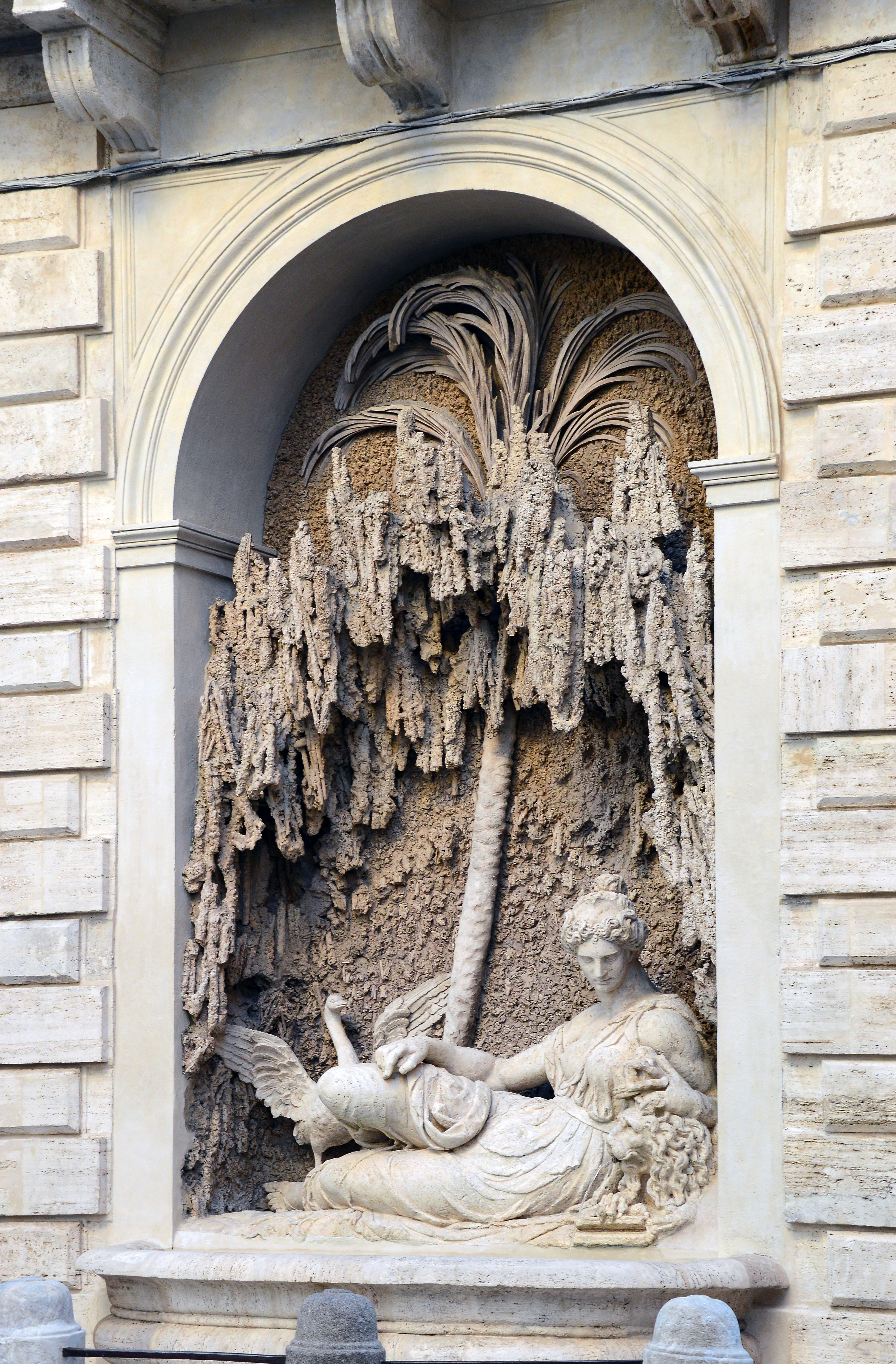
De Junofontein van de Quattro Fontane

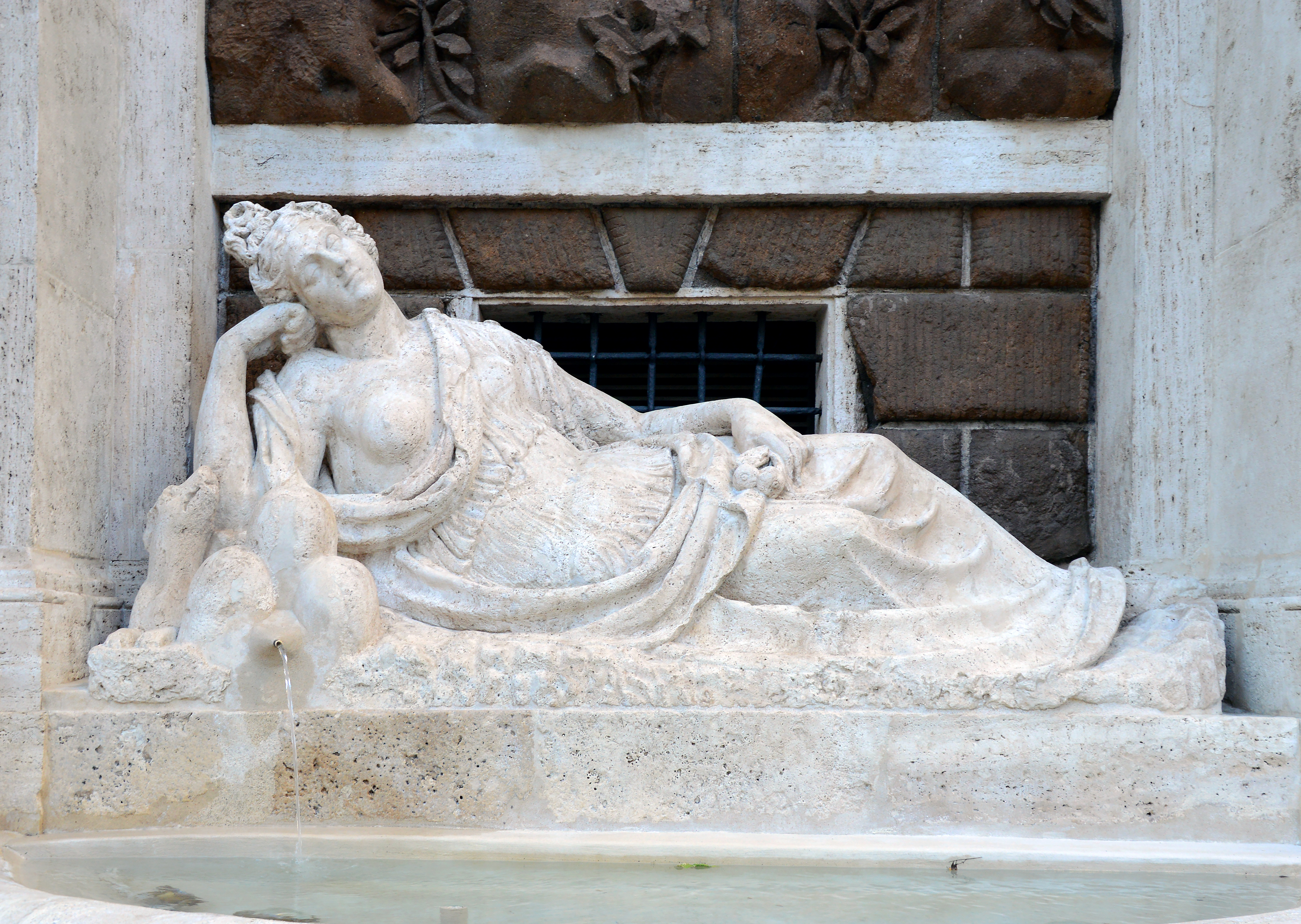
De Dianafontein van de Quattro Fontane

De Quattro Fontane zijn vier barokke fonteinen in Rome, gelegen op het kruispunt van de Via del Quirinale en de Via delle Quattro Fontane. Dit kruispunt is eveneens het hoogste punt van de heuvel Quirinaal in Rome. De opstelling werd ontworpen door Domenico Fontana en geplaatst in het kader van de stedelijke verfraaiing in opdracht van paus Sixtus V tussen 1588 en 1593. Muzio Mattei leverde een belangrijk deel van de financiering. Fontana tekende vermoedelijk ook voor het ontwerp van twee van de vier marmeren muurfonteinen zelf. Het marmer was afkomstig van de ruïne van het antieke Septizonium, die hiervoor werd afgebroken.
De sculpturen verbeelden de stroomgoden Arno en Tiber en goden uit de Romeinse mythologie, Diana en Juno. Alle vier zijn ze liggend afgebeeld, half opgericht steunend op een arm.
Tiber op de zuidelijke hoek is een bebaarde naakte man, met een doek toegedekt, met de rechterarm steunend op een kom waaruit het water stroomt. In zijn linkerarm een hoorn des overvloeds met vruchten. Achter hem een vijgenboom, wijngaardranken en een wolf.
Ook Arno, op de oostelijke hoek, is een bebaarde naakte man, met een doek toegedekt, met een boeket bloemen. Achter hem een leeuwenkop en riet. Zijn linkerarm steunt op een potje waarin de waterspuwer is verwerkt.
Juno, op de westelijke hoek, is een vrouw in jurk. Haar linkerarm steunt op een leeuwenkop waarvan de mond de waterspuwer is. Bij haar een gans, op de achtergrond een palmboom en wijngaardranken.
Diana op de noordelijke straathoek is een vrouw in jurk, met een naakte borst, die vijgen vasthoudt. Haar rechterarm steunt op een rots van waaruit de waterspuwer water verspreidt. Als enige van de vier fonteinen is de muurfontein niet ingewerkt in een nis, maar ziet men achter de beeltenis de achterliggende bebouwing.
Het kruispunt waar de vier muurfonteinen de straathoeken vormen, is zelf ook een staaltje van sterke stadsplanning, waarbij het kruispunt boven op de heuvel vier zichtassen oplevert, met zicht op drie Romeinse obelisken, zijnde de Quirinale in het zuidwesten, de obelisk aan de Spaanse Trappen in het noordwesten, en deze voor de Basiliek van Santa Maria Maggiore in het zuidoosten. De vierde zichtas noordoostwaarts toont de stadspoort van de Porta Pia.
In de zeventiende eeuw werd aan het kruispunt op de zuidelijke hoek, achter de Tibermuurfontein de San Carlo alle Quattro Fontanekerk ingezegend.